# Arroyo de las Cañas (Río Arapey Chico)
Der Arroyo de las Cañas ist ein Fluss in Uruguay.
Er entspringt auf dem Gebiet des Departamento Artigas im Übergang der Cuchilla Sequeira in die Cuchilla de Belén einige Kilometer nördlich von Sequeira nahe der Ruta 4. Von dort verläuft er in westliche bis südwestliche Richtung und mündet südöstlich des Cerro de la Mina an der Grenze zum Nachbardepartamento Salto als rechtsseitiger Nebenfluss in den Río Arapey Chico.